# Fjodor Wassiljewitsch Rostoptschin

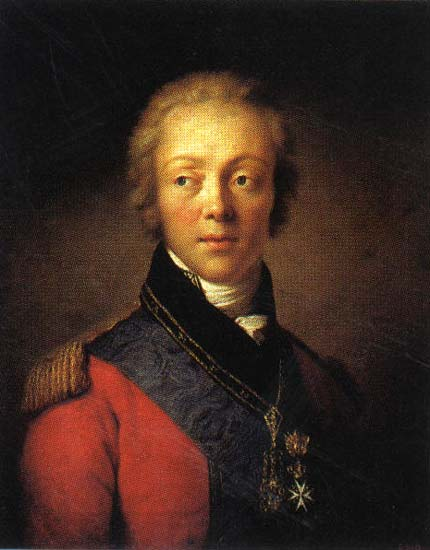
Graf Fjodor Wassiljewitsch Rostoptschin

Graf Fjodor Wassiljewitsch Rostoptschin (russisch Фёдор Васильевич Ростопчин, wiss. Transliteration Fëdor Vasil'evič Rostopčin; * 12. Märzjul. / 23. März 1763greg. in Kosmodemjanskoje, Provinz Orjol; † 18. Januarjul. / 30. Januar 1826greg. in Moskau) war ein russischer General und Minister.

## Leben
Er trat als Leutnant in die Garde ein. 1796 wurde er von Paul I., bei dem er großen Einfluss besaß, zum General, Oberhofmarschall, Minister des Auswärtigen und im September 1799 zum Reichsgrafen befördert, fiel aber wegen seines Widerspruchs gegen die vom Kaiser beschlossene Allianz mit Frankreich im Januar 1801 in Ungnade.
Nachdem er erst 1810 als Oberkammerherr wieder in Dienst getreten war, erhielt er 1812 kurz vor dem Beginn von Napoleons Russlandfeldzug den Posten des Oberkommandierenden von Moskau. Rostoptschin reizte in Proklamationen und Reden das Volk zu Gewalttaten gegen die Invasoren auf und entwarf den Plan zu dem Brand von Moskau, nachdem er seinen eigenen Palast bei Moskau hatte in Asche legen lassen.
Zwar leugnete er dies in der Schrift La vérité sur l’incendie de Moscou, gestand aber später seine Teilnahme an dem Brand ein. 1814 begleitete Rostoptschin Kaiser Alexander I. auf den Wiener Kongress. 1817 verzichtete er auf die Stellung eines Generalgouverneurs. Nachdem er eine Proklamation Napoleons ins Russische übersetzt hatte, fiel er bei Kaiser Alexander I. in Ungnade und lebte deshalb bis 1823 in Paris. 1825 wurde ihm die Erlaubnis zur Rückkehr nach Russland gewährt. Rostoptschin starb am 30. Januar 1826 in Moskau.
Seine gesammelten Schriften in russischer und französischer Sprache, darunter auch zwei Lustspiele, Bemerkungen auf einer Reise durch Deutschland und die Mémoires écrits en dix minutes, wurden von Smirdin (Petersburg 1853) herausgegeben.
Eine seiner drei Töchter, Sof′ja Fëdorovna, ist die berühmte französische Kinderbuchautorin Comtesse de Ségur.
Rostoptschins Schwiegertochter, die Gräfin Jewdokija Petrowna Rostoptschina (geborene Suschkowa; * 1811; † 3./15. Dezember 1858) hat sich als Dichterin bekannt gemacht. Eine Gesamtausgabe ihrer Schriften erschien in Sankt Petersburg und Leipzig zwischen 1857 und 1860 in vier Bänden.